# Lupinus urubambensis
Lupinus urubambensis är en ärtväxtart som beskrevs av Charles Piper Smith. Lupinus urubambensis ingår i släktet lupiner, och familjen ärtväxter. Inga underarter finns listade i Catalogue of Life.